# Dejémonos de Vargas
Dejémonos de Vargas es una telenovela de comedia dirigida por Israel Sánchez y producida por TeleColombia  para Canal RCN, y es el segundo spin off de la comedia Dejémonos de vainas (junto a Te quiero pecas), emitida entre 1984 y 1998. La telenovela cuenta la historia de la familia Vargas Restrepo, una familia emprendedora y pujante que debe enfrentar los problemas cotidianos del día a día.
El reparto coral incluye a Carlos Camacho, Margarita Muñoz, Emmanuel Saldarriaga, Aco Pérez, Nataly Umaña, Constanza Duque y Andrea Guzmán. La telenovela estuvo programada para ser estrenada el 11 de julio de 2022 por Canal RCN, pero fue pospuesta para el 13 de julio de 2022.
Antes de su estreno, la serie fue renovada para una segunda temporada.

## Sinopsis
Ramoncito, a pesar de tener 40 años, seguirá siendo Ramoncito, como lo llamaban en su familia, para diferenciarlo de su papá Juan Ramón Vargas. Han pasado los años y ahora Ramón tiene su propia familia y junto a ellos tendrá que enfrentar miles de inesperadas situaciones que lo pondrán en verdaderos aprietos.
Un papá con una racha de mala suerte; una esposa hermosa, abogada y exitosa; un hijo adolescente fuera de lo común; un mejor amigo, con todo el sabor costeño; una empleada que no cocina, pero que canta todo el tiempo a grito herido; un perro adoptado que adivina los marcadores de los partidos de fútbol y una hija que no conocen, son los ingredientes de esta disparatada familia.

## Reparto

### Principales
- Margarita Muñoz como Valentina Restrepo Jaramillo
- Carlos Camacho como Ramón Vargas "Ramoncito"
- Andrea Guzmán como Mireya Salazar
- Aco Pérez como Juan Lemeitre Dáez "El Costeño"
- Nataly Umaña como Alejandra Misas
- Emmanuel Saldarriaga como Agustín Julio Vargas Restrepo
- Melissa Cabrera como Camila Salazar
- Laura Flórez como Yenniffer Chivatá
- Maru Yamayusa como Josefa Chivatá
- Constanza Duque como tía Lucy Jaramillo
- Julio Pachón como Samuel Miranda

### Recurrentes
- Paula Peña como Renata de Vargas
- Marisol Correa Margarita Vargas
- Sebastián Martínez como él mismo
- Mariana Mozo como Mariana Pineda
- Carlos Barbosa Romero Dr. Paco Mejía
- Hugo Gómez como Dr. Enrique

## Episodios
| N.º | Título                                                          | Fecha de emisión original | Audiencia (millones) |
| --- | --------------------------------------------------------------- | ------------------------- | -------------------- |
| 1   | «La nueva vida de los Vargas Restrepo»                          | 13 de julio de 2022       | 6.3                  |
| 2   | «La llegada de Camila afecta a los Vargas Restrepo»             | 14 de julio de 2022       | 5.2                  |
| 3   | «Agustín Julio adopta a un gallo como mascota»                  | 15 de julio de 2022       | 3.8                  |
| 4   | «Ramón tercero, la nueva mascota de los Vargas Restrepo»        | 18 de julio de 2022       | 4.3                  |
| 5   | «Agustín Julio se niega a perder a Ramón tercero»               | 19 de julio de 2022       | 2.9                  |
| 6   | «La mala suerte de Ramón Vargas»                                | 21 de julio de 2022       | 4.0                  |
| 7   | «Ramón llora al perder su empleo»                               | 22 de julio de 2022       | 3.2                  |
| 8   | «Ramón consigue un nuevo trabajo»                               | 25 de julio de 2022       | 2.9                  |
| 9   | «Agustín Julio se despide de Ramón tercero»                     | 26 de julio de 2022       | 3.4                  |
| 10  | «Ramón se reencuentra con Alejita»                              | 27 de julio de 2022       | 3.4                  |
| 11  | «Camila regresa a su ciudad natal»                              | 28 de julio de 2022       | —                    |
| 12  | «Vargas le suplica perdón a Valentina»                          | 29 de julio de 2022       | 3.2                  |
| 13  | «Ramón con matrícula condicional»                               | 1 de agosto de 2022       | 3.8                  |
| 14  | «Agustín y Camila se sinceran con sus padres»                   | 2 de agosto de 2022       | 4.1                  |
| 15  | «Ramón suma puntos con Valentina»                               | 3 de agosto de 2022       | 4.1                  |
| 16  | «El machismo de Ramón y Agustín Julio»                          | 4 de agosto de 2022       | —                    |
| 17  | «Valentina necesita descansar de su familia»                    | 5 de agosto de 2022       | 3.3                  |
| 18  | «El nuevo trabajo de Ramón Vargas»                              | 8 de agosto de 2022       | 4.4                  |
| 19  | «La investigación periodística de Ramón Vargas»                 | 9 de agosto de 2022       | 3.2                  |
| 20  | «Los Vargas Restrepo de juerga»                                 | 10 de agosto de 2022      | 4.1                  |
| 21  | «Ramón y Valentina de paseo»                                    | 11 de agosto de 2022      | 3.4                  |
| 22  | «Ramón experimenta los efectos del borojó»                      | 12 de agosto de 2022      | 3.4                  |
| 23  | «El desesperante lado hincha de Ramón»                          | 16 de octubre de 2022     | —                    |
| 24  | «Los sueños frustrados de Valentina»                            | 23 de octubre de 2022     | —                    |
| 25  | «La incómoda cena de Los Vargas»                                | 23 de octubre de 2022     | —                    |
| 26  | «Ramón le da clases de fútbol a Camila»                         | 30 de octubre de 2022     | —                    |
| 27  | «Ramón publica un artículo»                                     | 30 de octubre de 2022     | —                    |
| 28  | «Valentina confunde a Sebastián Martínez»                       | 6 de noviembre de 2022    | —                    |
| 29  | «La primera cita de Agustín Julio»                              | 6 de noviembre de 2022    | —                    |
| 30  | «Camila anota su primer gol»                                    | 13 de noviembre de 2022   | —                    |
| 31  | «Valentina espía a Agustín Julio en el colegio»                 | 13 de noviembre de 2022   | —                    |
| 32  | «El viaje de Ramón y Camila a Cali»                             | 20 de noviembre de 2022   | —                    |
| 33  | «Ramón se reencuentra con Mireya»                               | 20 de noviembre de 2022   | —                    |
| 34  | «Valentina se encuentra con un viejo amor»                      | 27 de noviembre de 2022   | —                    |
| 35  | «Ramón recibe una visita inesperada»                            | 27 de noviembre de 2022   | —                    |
| 36  | «La última voluntad de Juan Ramón Vargas»                       | 4 de diciembre de 2022    | —                    |
| 37  | «Una fiesta de cumpleaños inesperada»                           | 11 de diciembre de 2022   | —                    |
| 38  | «El peligroso enemigo del matrimonio de Ramón»                  | 11 de diciembre de 2022   | —                    |
| 39  | «Del amor al odio hay un paso: La cena de los Vargas con Mateo» | 18 de diciembre de 2022   | —                    |
| 40  | «La curiosidad de Agustín inquieta a los Vargas»                | 18 de diciembre de 2022   | —                    |
| 41  | «La anhelada conversación entre Ramón y Mateo»                  | 8 de enero de 2023        | —                    |
| 42  | «Así fue el matrimonio de los Vargas»                           | 8 de enero de 2023        | —                    |
| 43  | «El matrimonio de los Vargas pasa por su peor momento»          | 15 de enero de 2023       | —                    |
| 44  | «Valentina está celosa por la repentina visita de Mireya»       | 15 de enero de 2023       | —                    |
| 45  | «Ramón se va de la casa»                                        | 22 de enero de 2023       | —                    |
| 46  | «Ramón Vargas necesita a Valentina»                             | 22 de enero de 2023       | —                    |
| 47  | «Ramón y Valentina quieren solucionar sus problemas»            | 5 de febrero de 2023      | —                    |
| 48  | «Ramón y Valentina se 'reconectan'»                             | 12 de febrero de 2023     | —                    |
| 49  | «Un tatuaje muy creativo»                                       | 12 de febrero de 2023     | —                    |
| 50  | «Camila tiene que irse de casa»                                 | 19 de febrero de 2023     | —                    |
| 51  | «Un 'amigo' que no es amigo»                                    | 19 de febrero de 2023     | —                    |
| 52  | «Ramón, ¿se va a un trabajo nuevo?»                             | 26 de febrero de 2023     | —                    |
| 53  | «Una buena obra que se sale de control»                         | 26 de febrero de 2023     | —                    |
| 54  | «Camila siente la corrupción cerca»                             | 5 de marzo de 2023        | —                    |
| 55  | «¿Valentina es mamá tóxica?»                                    | 5 de marzo de 2023        | —                    |
| 56  | «La sorpresa de Camila»                                         | 12 de marzo de 2023       | —                    |
| 57  | «La economía de los Vargas está a la baja»                      | 12 de marzo de 2023       | —                    |
| 58  | «¿Los Vargas serán millonarios?»                                | 19 de marzo de 2023       | —                    |
| 59  | «La familia Vargas renace de las cenizas»                       | 19 de marzo de 2023       | —                    |
| 60  | «Nuevos amores nacen en la familia Vargas»                      | 26 de marzo de 2023       | —                    |
| 61  | «No todo lo que brilla es oro en el amor»                       | 2 de abril de 2023        | —                    |
| 62  | «La cigüeña toca las puertas de los Vargas»                     | 16 de abril de 2023       | —                    |
| 63  | «Ramón descubre toda la verdad»                                 | 23 de abril de 2023       | —                    |
| 64  | «Los fantasmas del pasado»                                      | 30 de abril de 2023       | —                    |
| 65  | «Suenan campanas de boda»                                       | 30 de abril de 2023       | —                    |
| 66  | «La decepción de Valentina y Alejandra»                         | 7 de mayo de 2023         | —                    |
| 67  | «El mal comportamiento de los hijos de Alejandra»               | 14 de mayo de 2023        | —                    |
| 68  | «A mal tiempo, buena cara y actitud positiva»                   | 21 de mayo de 2023        | —                    |
| 69  | «El emprendimiento llega a la vida de la familia»               | 4 de junio de 2023        | —                    |
| 70  | «Nuevos caminos arriban»                                        | 18 de junio de 2023       | —                    |
| 71  | «Un fallido tesoro escondido»                                   | 25 de junio de 2023       | —                    |
| 72  | «Una ayuda de más nunca sobra»                                  | 2 de julio de 2023        | —                    |
| 73  | «El camino hacia el éxito»                                      | 9 de julio de 2023        | —                    |
| 74  | «Los líos de Ramón Vargas»                                      | 16 de julio de 2023       | —                    |